# Utica (Michigan)
Utica – miasto w hrabstwie Macomb w stanie Michigan w Stanach Zjednoczonych.
- Liczba ludności (2000) – ok. 4,5 tys.

## Geografia
- Według United States Census Bureau, miasto ma powierzchnię 4,6 km².

## Demografia
- Według danych z roku 2000 miasto ma 4577 mieszkańców. Gęstość zaludnienia to 992,8 os./km².
- Struktura rasowa ludności;
  - Rasa:
    - Biali – 93,77%
    - Azjaci – 2,56%
    - Latynosi/pochodzenia hiszpańskiego dowolnej rasy – 2,10%
    - Czarna/Afroamerykanie – 0,92%
    - Indianie/rdzenni Amerykanie – 0,37%
    - Oceania – 0%
    - Inne – 0,74%
    - Dwie lub więcej – 1,64%
- Średni dochód:
  - Gospodarstwo domowe – 38 683 USD
  - Rodzina – 57 156 USD
  - Mężczyźni – 36 912 USD
  - Kobiety – 26 353 USD
  - Osoby poniżej progu ubóstwa – 4,8%
  - Osoby poniżej progu ubóstwa w wieku 18 lat lub młodsze – 6,7%
  - Osoby poniżej progu ubóstwa w wieku 65 lat lub starsze – 17,3%